# Billingsley, Alabama
Billingsley là một thị trấn thuộc quận Autauga, tiểu bang Alabama, Hoa Kỳ. Dân số năm 2009 là 118 người, mật độ đạt 35 người/km².